# Lady Marmalade
"Lady Marmalade" é uma canção escrita por Bob Crewe e Kenny Nolan. Foi lançada com grande sucesso pelo grupo Labelle como single do álbum Nightbirds, de 1974. Antes, havia sido gravada pelo grupo "Eleventh Hour", do qual Kenny Nolan fazia parte. A canção retrata as primeiras impressões de Nolan, um dos compositores, sobre a cidade de Nova Orleães. "Lady Marmalade" ganhou notoriedade por seu refrão sugestivo: "Voulez-vous coucher avec moi?", que seria "Você quer dormir comigo?" em francês.
A canção permaneceu na primeira posição da Billboard Hot 100 durante uma semana, durante a qual foi listada entre os melhores lançamentos pela revista canadense RPM. Em 2003, a versão do grupo Labelle foi incluída no Grammy Hall of Fame e listada em 479 das 500 melhores canções de todos os tempos pela Rolling Stone.

## Versão deAll Saints
"Lady Marmalade" foi regravada pelo girl group britânico All Saints que fez uma versão cover da canção como parte do single duplo A-sided "Under the Bridge"/"Lady Marmalade" em 1998. Na Europa, apenas o single "Lady Marmalade" foi lançado. A versão das All Saints contém versos diferentes em sua letras; As únicas letras repetidas da composição original são o refrão. Uma versão remixada por Timbaland apareceu na trilha sonora do filme Dr. Dolittle.

### Faixas e formatos
- All Saints CD maxi single

1. "Lady Marmalade" ('98 mix) – 4:02
2. "Lady Marmalade" (Mark's Miami Madness mix) – 7:55
3. "Lady Marmalade" (Sharp South Park vocal remix) – 8:09
4. "Lady Marmalade" (Henry & Hayne's La Jam mix) – 6:47

- All Saints CD 1

1. "Under the Bridge" – 5:03
2. "Lady Marmalade" – 4:04
3. "No More Lies" – 4:08
4. "Lady Marmalade" (Henry & Haynes La Jam mix) – 9:23
5. "Under the Bridge" (promo video) – 5:00

- All Saints CD 2

1. "Lady Marmalade" (Mark!'s Miami Madness mix) – 7:56
2. "Lady Marmalade" (Sharp South Park vocal remix) – 8:10
3. "Under the Bridge" (Ignorance remix featuring Jean Paul e.s.q) – 4:55
4. "Get Bizzy" – 3:45

### Desempenho nas paradas
| Chart (1998)                                                         | Maior posição |
| -------------------------------------------------------------------- | ------------- |
| Alemanha (Offizielle Deutsche Charts)                                | 87            |
| Escócia (Scottish Singles Chart) Lado A duplo com "Under the Bridge" | 2             |
| França (SNEP)                                                        | 28            |
| Islândia (Íslenski Listinn Topp 40)                                  | 22            |
| Reino Unido (UK Singles Chart) Lado A duplo com "Under the Bridge"   | 1             |
| Reino Unido (OCC UK R&B) Lado A duplo com "Under the Bridge"         | 1             |
| Suíça (Schweizer Hitparade)                                          | 45            |

| Região                                                                                             | Certificação | Vendas  |
| -------------------------------------------------------------------------------------------------- | ------------ | ------- |
| Austrália (ARIA)                                                                                   | Ouro         | 35,000^ |
| Reino Unido (BPI)                                                                                  | Ouro         | 40,000  |
| *números de vendas baseados somente na certificação ^distribuições baseadas apenas na certificação |              |         |

## Versão de Christina Aguilera
"Lady Marmalade" faz parte de um medley do filme de 2001, Moulin Rouge!. Adicionalmente, Christina Aguilera, Lil' Kim, Mýa e Pink gravaram uma versão cover da trilha sonora do filme, e esta versão foi lançada como sendo o primeiro single do filme no inverno de 2001. A versão cover foi produzida por Missy Elliott e seu parceiro Rockwilder. Lil' Kim compôs seu verso na canção, mas não recebeu créditos publicamente. Um trecho da versão original foi alterado, com o local onde ocorre a história da canção movido de New Orleans para o clube noturno de Paris, Moulin Rouge.

### Antecedentes
No inicio da gravação Pink queria ser a voz principal de Lady Marmalade, mas o diretor preferiu na voz da Aguilera, que soaria melhor a mensagem que a música iria passar.

### Desempenho nas Paradas
A canção se tornou um hit número um na Billboard Hot 100 pela segunda vez, alcançando o número um em sua oitava semana e passar cinco semanas no topo da tabela. Foi a terceira canção a estrear em #1. Lady Marmalade foi o quarto single de Aguilera a chegar ao topo da Billboard sendo o primeiro de P!nk, Mya e Lil' Kim. A canção foi um sucesso comercial, alcançando #1 em todo o mundo. O single ficou em 4 na tabela de Final do Ano do Reino Unido. Até o final de 2001 a canção ja havia vendido 5,2 milhões de cópias em todo mundo.

### Videoclipe

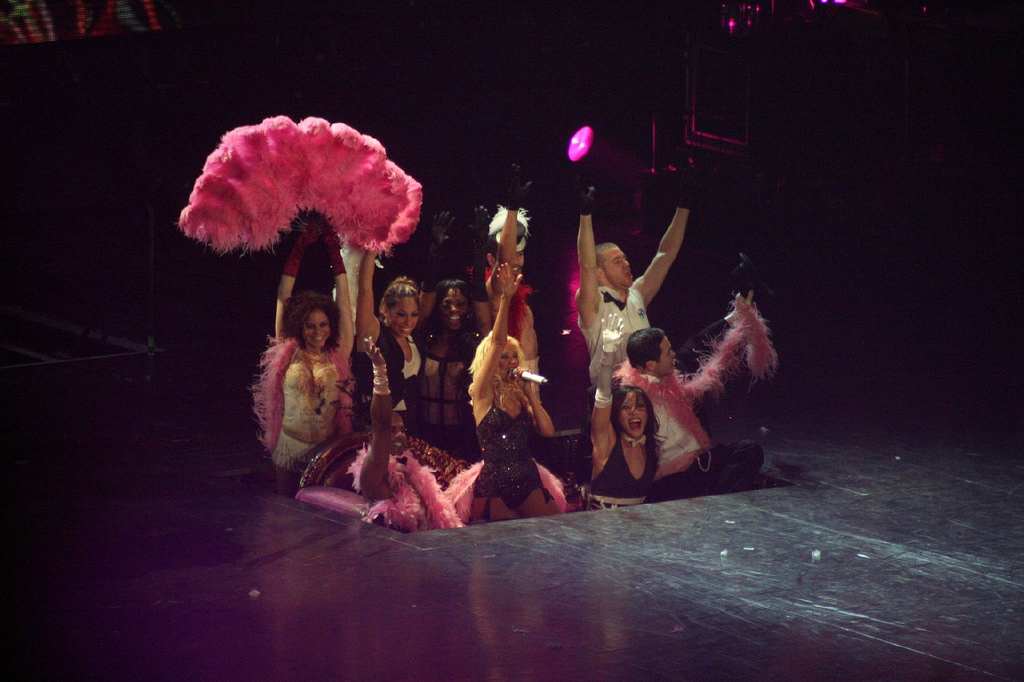
Aguilera performando Lady Marmalade na sua Back to Basics Tour.

O videoclipe foi dirigido por Paul Hunter, filmado em fevereiro de 2001. tornando-se um dos clipes mais marcantes dos anos 2000. Todas as quatro artistas usam uma lingerie, aparentemente dentro de um cabaré. O aparecimento de Christina Aguilera no vídeo era o tópico de alguma discussão na indústria de entretenimento, já que sua imagem apareceu bem agressiva em relação aos seus lançamentos anteriores. Há uma pequena coreografia e os solos da música são feitos em ambientes separados no clipe, juntando-as apenas no refrão. Em julho de 2017, o video musical tinha 210 milhões de visualizações no YouTube.

### Prêmios e Performances ao Vivo
O vídeo ganhou o MTV Video Music Awards para "Vídeo do Ano" e o MTV Video Music Awards para "Melhor Vídeo para um Filme", e em 2002 a canção ganhou um Grammy Awards na categoria de "Melhor Colaboração Pop com Vocais".
No 44° Grammy Awards, Christina Aguilera, Lil' Kim, Mya e Pink fizeram uma apresentação especial no final da premiação que contou com a aparição da cantora original de Lady Marmalade, Patti LaBelle.
No especial de 10 anos do programa Dancing with the Stars aconteceu uma apresentação da musica com Patti LaBelle, Lil' Kim e a atriz e cantora Amber Riley.

### Posições e Certificações
| Tabela musical (2001)               | Melhor posição |
| ----------------------------------- | -------------- |
| Austrália - ARIA Charts             | 1              |
| Áustria - Ö3 Austria Top 75         | 3              |
| Bélgica - Ultratop (Flandres)       | 2              |
| Canadá - Canadian Hot 100 (Valónia) | 17             |
| França - SNEP                       | 12             |
| Alemanha - Media Control AG         | 1              |
| Brasil - ARIA                       | 1              |
| Itália - FIMI                       | 6              |
| Dinamarca - Tracklisten             | 2              |
| Nova Zelândia - RIANZ               | 1              |
| Espanha - PROMUSICAE                | 1              |
| Suécia - Sverigetopplistan          | 1              |
| Suíça - Schweizer Hitparade         | 1              |
| Grécia - IFPI                       | 1              |
| Finlândia - FIMI                    | 2              |
| Noruega - FIMI                      | 1              |
| Argentina - IRMA                    | 1              |
| Roménia - SNEP                      | 1              |
| Reino Unido - UK Singles Chart      | 1              |
| Estados Unidos - Billboard Hot 100  | 1              |
| - Mundo                             | 1              |

| País/Associação       | Certificação | Vendas   |
| --------------------- | ------------ | -------- |
| Austrália - ARIA      | 2× Platina   | 140,000+ |
| Áustria - IFPI        | Ouro         | 10,000+  |
| Bélgica - IFPI        | Ouro         | 10,000+  |
| França - SNEP         | Prata        | 50,000+  |
| Grécia - IFPI         | Ouro         | 6,000+   |
| Itália - FIMI         | Platina      | 60,000+  |
| Países Baixos - NVPI  | Platina      | 30,000+  |
| Nova Zelândia - RIANZ | Platina      | 15,000+  |
| Noruega - IFPI        | Platina      | 30,000+  |
| Suécia - IFPI         | Platina      | 40,000+  |
| Suíça - IFPI          | Ouro         | 15,000+  |
| Reino Unido - BPI     | Ouro         | 100,000+ |

### Histórico na Billboard Hot 100
A versão de Mounlin Rouge! estreou na tabela Hot 100 da Billboard em 14 de Abril de 2001, na #70 posição, e permaneceu na tabela por 20 semanas, até 25 de Agosto de 2001.
| Semana | Data                 | Posição | Ref.   |
| ------ | -------------------- | ------- | ------ |
| 1      | 14 de Abril de 2001  | 70      | [ 14 ] |
| 2      | 21 de Abril de 2001  | 29      | [ 15 ] |
| 3      | 28 de Abril de 2001  | 19      | [ 16 ] |
| 4      | 5 de Maio de 2001    | 10      | [ 17 ] |
| 5      | 12 de Maio de 2001   | 6       | [ 18 ] |
| 6      | 19 de Maio de 2001   | 3       | [ 19 ] |
| 7      | 26 de Maio de 2001   | 3       | [ 20 ] |
| 8      | 2 de Junho de 2001   | 1       | [ 21 ] |
| 9      | 9 de Junho de 2001   | 1       | [ 22 ] |
| 10     | 16 de Junho de 2001  | 1       | [ 23 ] |
| 11     | 23 de Junho de 2001  | 1       | [ 24 ] |
| 12     | 30 de Junho de 2001  | 1       | [ 25 ] |
| 13     | 7 de Julho de 2001   | 2       | [ 26 ] |
| 14     | 14 de Julho de 2001  | 3       | [ 27 ] |
| 15     | 21 de Julho de 2001  | 7       | [ 28 ] |
| 16     | 28 de Julho de 2001  | 12      | [ 29 ] |
| 17     | 4 de Agosto de 2001  | 24      | [ 30 ] |
| 18     | 11 de Agosto de 2001 | 34      | [ 31 ] |
| 19     | 18 de Agosto de 2001 | 51      | [ 32 ] |
| 20     | 25 de Agosto de 2001 | 58      | [ 33 ] |